# Xan Fielding

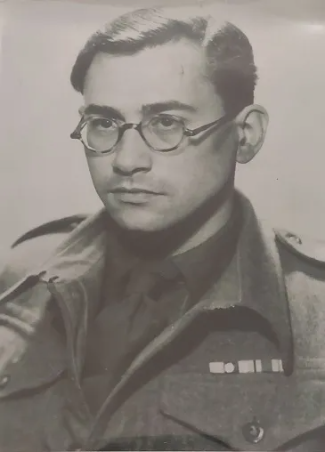
Xan Fielding

Xan Fielding DSO (* 26. November 1918 in Ootacamund, Britisch-Indien; † 19. August 1991 in Paris) war ein britischer Schriftsteller, Übersetzer, Journalist und Reisender, der während des Zweiten Weltkrieges als Agent des Special Operations Executive auf Kreta, in Frankreich und Fernost diente. Er wurde außerdem mit dem Croix de guerre und der Gedenkmedaille des nationalen Widerstands in Griechenland ausgezeichnet.

## Biographie

### Frühes Leben
Alexander Wallace Fielding wurde in Ootacamund, Britisch-Indien geboren, wo sein Vater, Percival Wallace Fielding in der Indischen Armee, als ein Major in der 50th Sikhs diente. Fieldings Mutter starb kurz nach seiner Geburt, weshalb er vor allem in Nizza von seinen Großeltern aufgezogen wurde. Er ging an die Charterhouse School und studierte dann kurz an den Universitäten Bonn, München und Freiburg. In den späten 1930er Jahren zog Fielding nach Zypern, wo er als Redakteur der The Cyprus Times arbeitete und eine Bar unterhielt.

### Kreta
Nach der Niederlage Frankreichs im Zweiten Weltkrieg trat Fielding der Armee bei, und wurde dem Cyprus Regiment als Unterleutnant am 1. September 1940 zugeteilt. Im Anschluss an die Schlacht um Kreta im Mai 1941 trat er der Special Operations Executive bei und wurde schließlich nach Kreta, ausgestattet mit Waffen und Sprengstoffen entsandt und vom U-Boot Torbay, unter Commander Anthony Miers an Land gebracht. Fielding vereinte sich mit Patrick Leigh Fermor und errichtete ein Spionagenetzwerk, welches detaillierte Informationen über die Truppen-, Schiffs- und Luftstreitkräftebewegungen der Achsenmächte bereitstellte. Er organisierte die Evakuierung hunderter alliierter Soldaten nach Ägypten, welche auf Kreta zurückgelassen worden waren und sich bei Kretern versteckt hielten. Sechs Monate später kehrte Fielding nach Kairo zurück, wo er am 15. Oktober 1942 als Companion des Distinguished Service Order ausgezeichnet wurde.
Fielding kehrte schließlich Ende 1942 nach Kreta zurück. Im November 1943 gelang es ihm, die rivalisierenden Gruppen der Andarten, also Partisanen, zu einem Pakt zu bewegen, die kommunistisch geführte ELAS und die national-konservative EOK. Er wurde dann durch Dennis Ciclitira abgelöst. In Kairo wurde er Mitglied des seinerzeit berühmten Tara-Haushaltes, einer Villa, in der mehrere britische Agenten lebten und welcher kultureller Anziehungspunkt der Stadt war, gegründet von Bill Stanley Moss.

### Frankreich
Anfang 1944 meldete sich Fielding freiwillig bei der Abteilung der SOE, zuständig für Frankreich. Er sprang mit dem Fallschirm im Süden Frankreichs Mitte 1944 ab, wo ihn die zwei anderen SOE Agenten trafen; Francis Cammaerts (Codename „Roger“) und Christine Granville (Codename „Pauline“) des „Jockey“ Netzwerks. Fielding, Cammaerts, und der französische Agent Christian Sorensen, wurden an einer Straßensperre nahe Digne am 13. August 1944 angehalten. Eine Unregelmäßigkeit in Fieldings Papieren, sowie die große Menge Geld, die er und Cammaerts mit sich führten, erregte Verdacht. Sie wurden festgenommen. Bald kam Granville zum Gefängnis von Digne und gab sich als Cammaerts Frau aus. Durch Zahlung von Schmiergeld und Drohungen erreichte sie die Freilassung der beiden.
Als die zwei Männer aus dem Gefängnis geführt wurden, erwarteten sie, hingerichtet zu werden und waren erstaunt, als Granville sie mit dem Auto abholte.

### Nachkriegskarriere
Kurz vor Kriegsende in Europa ging Fielding erneut nach Kreta. Er war einer der ersten alliierten Offiziere, die das befreite Athen betraten. Er diente ein paar weitere Monate bis zum Ende des Krieges in Fernost und besuchte Tibet.
Ein halbes Jahr verbrachte er in Deutschland, wo er für den Special Intelligence Service, eine Abteilung des FBI, arbeitete, bevor er 1946 als Beobachter für die Vereinten Nationen auf den Balkan ging.
1948 lernte er Daphne Thynne, die Frau von Henry Thynne, 6. Marquess of Bath kennen. Nachdem sie sich von ihm geschieden hatte, heirateten die beiden 1953 und lebten fortan in Cornwall, Marokko, Portugal und Uzès.
Michael Powell verpflichtete ihn 1956 als technischen Berater für die Verfilmung Bill Stanley Moss’ Buch Ill Met by Moonlight – die Geschichte von Leigh Fermors und Moss’ Entführung von General Kreipe, dem deutschen Kommandeur auf Kreta.
Fielding verfasste mehrere Werke; u. a. The Stronghold, eine Darstellung der SOE-Einsätze auf Kreta, und eine Erinnerung an seine Kriegszeit Hide and Seek (das er Christine Granville widmete). Er übersetzte zudem einige Werke französischer Autoren ins Englische, u. a. des Romanciers Pierre Boulle, eingeschlossen dessen Welterfolges Die Brücke am Kwai und Der Planet der Affen. Er übersetzte weiter Werke von Jean Lartéguy, sowie Gabriel Chevallier, Pierre Schoendoerffer und Jean Hougron. Fielding arbeitete gemeinsam mit Patrick Leigh Fermor an der Übersetzung The Cretan Runner aus dem Griechischen des Autors Georgios Psychoundakis.
Seine Ehe mit Daphne wurde 1987 geschieden. Er heiratete daraufhin Agnes „Magouche“ Phillips, die Tochter von Admiral U.S. Navy, John H. Magruder.
Fielding starb 1991 in Paris.

## Werke
- The Stronghold: An account of the four seasons in the White Mountains of Crete (1953)
- Hide and Seek: The Story of a War-time Agent (1954)
- Corsair Country: The diary of a journey along the Barbary Coast (1958)
- The Money Spinner: Monte Carlo and Its Fabled Casino (1977)
- One Man in His Time, The Life of Lieutenant-Colonel N.L.D. („Billy“) McLean DSO (1990)
- Images of Spain (1991)
- Aeolus Displayed (1992; ?); dt. Das Buch der Winde, aus dem Englischen von Eike Schönfeld. Delphi bei Greno, Nördlingen 1988, ISBN 3-89190-618-8.
- A Hideous Disguise (1994)